# 扫地出门：美国城市的贫穷与暴利
《扫地出门：美国城市的贫穷与暴利》（Evicted: Poverty and Profit in the American City）由是由美国作家马修·德斯蒙德创作的非虚构作品，于2016年出版。作品的背景位于贫困的威斯康星州密尔沃基市，以八个家庭为叙述对象，讲述他们在2008年的金融危机中为向房东支付租金而苦苦挣扎的故事。它强调了美国社会中存在的极端贫困、可负担住房和经济剥削问题。
这本书获得了2017年的普利策非小说类奖。 普利策奖委员会选择了这本书，是因为它“在深入研究后，揭露了2008美国经济崩溃后，大规模驱逐是导致贫穷的原因，而不是贫穷带来的结果”。 它还赢得了2016年美国国家书评人协会奖，2017年钢笔/约翰·肯尼斯·加尔布雷斯非小说类奖，2017年安德鲁·卡内基勋章-卓越非小说类奖，2017年希尔曼书和新闻类奖，2017年《芝加哥论坛报》中心地带奖，以及2018年白帽协会书籍奖。